# Анкерит
Анкери́т (застар. бурий шпат) — важливий мінерал з класу карбонатів.

## Загальний опис
Формула Ca(Mg,Fe)[CO3]2.
Мінерал гідротермальних сульфідних родовищ та гідротермально змінених магнезіально-залізистих порід. Залізистий різновид мінерального виду доломіт-анкерит, близький до доломіту.
Містить (%): CaO — 27,1; FeO — 23,5; СО2 42,5. Домішки: MnO. Сингонія тригональна. Кристали ромбоедричні, суцільні, кристалічні, зернисті, щільні агрегати. Спайність досконала.
Густина 3000±100 кг/м³.
Твердість 3,5-4.
Колір білий, жовтуватий, бурий, рожевий, сірий та блакитний.
Блиск скляний до перламутрового полиску.
Злом напівраковистий. Крихкий.

## Розповсюдження
Типовий мінерал карбонатитів і низькотемпературних свинцево-цинкових родовищ в карбонатних породах (з баритом, флюоритом, доломітом). Відомий в кришталеносних альпійських жилах і як продукт метасоматозу в карбонатних осадах.
Зустрічається у вигляді сочевицеподібних кристалів і суцільних зернистих мас, звичайно серед кварцу в гідротермальних сульфідних і сидеритових родовищах (на Уралі, Алтаї, в Україні — в Донбасі на Нагольному кряжі).